# V Australia (equip ciclista)
L'equip V Australia (codi UCI: VAU), conegut anteriorment com a Fly V Australia, va ser un equip ciclista australià que va competir de 2009 a 2011. Va tenir categoria continental.

## Principals victòries
- Tour de Tasmània: Bernard Sulzberger (2009)
- Tour de Beauce: Benjamin Day (2010)
- Volta al llac Taihu: David Kemp (2010)
- Tour d'Elk Grove: Jonathan Cantwell (2010)
- Redlands Bicycle Classic: Benjamin Day (2010)

### Grans Voltes
- Tour de França
  - 0 participacions
- Giro d'Itàlia
  - 0 participacions
- Volta a Espanya
  - 0 participacions

## Classificacions UCI
L'equip participa en les proves dels circuits continentals i principalment en les curses del calendari de l'UCI Europa Tour.
UCI Àfrica Tour
| Temporada | Classificació per equips | Millor ciclista en la classificació individual |
| --------- | ------------------------ | ---------------------------------------------- |
| 2010      | 5è                       | Jay Robert Thomson (8è)                        |

UCI Amèrica Tour
| Temporada | Classificació per equips | Millor ciclista en la classificació individual |
| --------- | ------------------------ | ---------------------------------------------- |
| 2009      | 17è                      | Charles Dionne (70è)                           |
| 2010      | 6è                       | Benjamin Day (16è)                             |
| 2011      | 26è                      | Darren Rolfe (218è)                            |

UCI Àsia Tour
| Temporada | Classificació per equips | Millor ciclista en la classificació individual |
| --------- | ------------------------ | ---------------------------------------------- |
| 2010      | 18è                      | David Tanner (50è)                             |
| 2011      | 15è                      | Johnnie Walker (40è)                           |

UCI Oceania Tour
| Temporada | Classificació per equips | Millor ciclista en la classificació individual |
| --------- | ------------------------ | ---------------------------------------------- |
| 2009      | 11è                      | Benjamin Day (10è)                             |
| 2010      | 2n                       | Jonathan Cantwell (3r)                         |
| 2011      | 7è                       | Bernard Sulzberger (10è)                       |